# Cigeľka
Cigeľka (slowakisch bis 1927 „Cigolka“ – bis 1946 „Cigelka“; russinisch Ціґелька/Zigelka, ungarisch Cigelka) ist eine Gemeinde im Okres Bardejov in der Nordostslowakei mit ruthenischen und Roma-Bewohnern. Sie liegt im Tal des Flusses Oľchovec unter dem Berg Busov (1002 m) in der Nähe der polnischen Grenze, 20 km von Bardejov entfernt. Im Ort befindet sich ein griechisch-katholischer Tempel der Heiligen Cosmas und Damian aus dem Jahr 1816, wo der spätere Bischof von Prešov Pavol Peter Gojdič seine erste Liturgie durchführte.

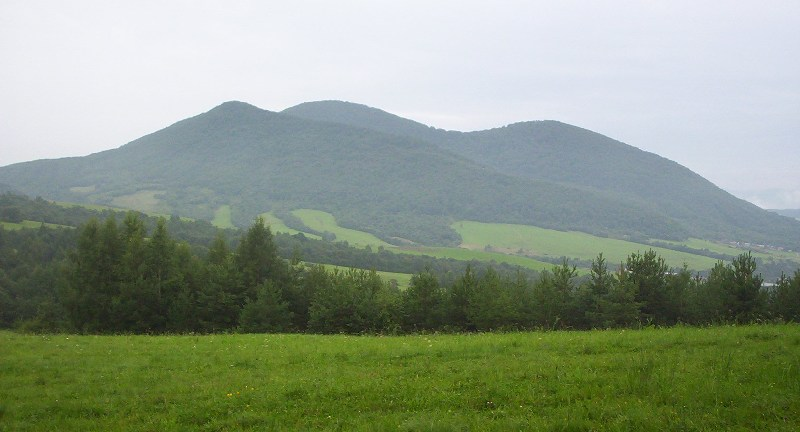
Berg Busov über Cigeľka

## Geschichte
Das Dorf wurde um das Jahr 1400 nach dem deutschen Recht gegründet. Die erste schriftliche Erwähnung des Ortes stammt aus dem Jahr 1414. In den folgenden Jahrhunderten gehörte er zur Herrschaft von Burg Zborov (Herrschaft Makovica). Im 19. Jahrhundert war das Dorf aus wirtschaftlichen Gründen von der Auswanderung nach Nordamerika betroffen. Im Jahr 1947 zog ein Teil der Bevölkerung, auf Veranlassung der sowjetischen Behörden, in die Ukraine (insbesondere das Dorf Chomut, heute Selenyj Haj (Зелений Гай) in der Oblast Riwne). Von den 1960er Jahren bis zu Beginn des 21. Jahrhunderts kehrten die meisten in die Slowakei zurück.
Das Dorf hat eine Gedenkstätte für die Opfer des Zweiten Weltkriegs aus Cigeľka – vor allem die sieben jungen Burschen, die in dem Krieg ohne eine angemessene Ausbildung gekämpft hatten, und einige jüdische Familien, deren Mitglieder in Konzentrationslagern starben. Das Denkmal wurde im Oktober 1989 eingeweiht. Gestaltet wurde es vom Maler Mikuláš Lovacký.

## Bevölkerung
| Jahr                | 1994 | 2004     | 2014     | 2024     |
| ------------------- | ---- | -------- | -------- | -------- |
| Anzahl der Personen | 360  | 466      | 556      | 620      |
| Unterschied         |      | +29,44 % | +19,31 % | +11,51 % |

| Jahr                | 2023 | 2024    |
| ------------------- | ---- | ------- |
| Anzahl der Personen | 611  | 620     |
| Unterschied         |      | +1,47 % |

## Mineralwasser
Im Ort befindet sich eine Mineralquelle gleichen Namens. Im "Almanach der Bäder der Tschechoslowakischen Republik" von 1949 wird Cigeľka als Bad erwähnt, wo Magen-Erkrankungen, Erkrankungen der oberen Atemwege, Herz und Blutgefäße und Hautkrankheiten behandelt werden. Heute hat Cigeľka im Gegensatz zum benachbarten polnischen Wysowa-Zdrój jedoch den Status eines Bades nicht mehr. Neben Salzmineralwasser entspringen im Ort auch einige Quellen mit Säuerlingen.

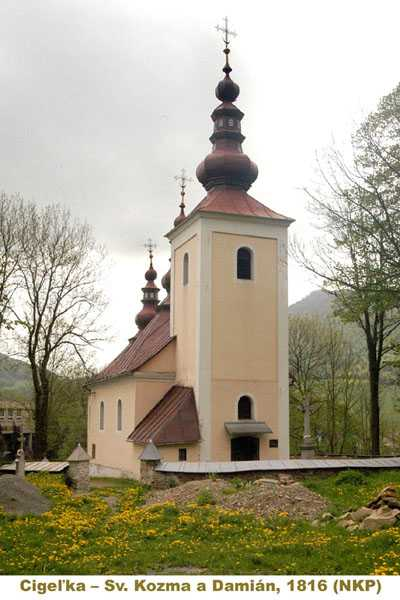
Tempel der Heiligen Cosmas und Damian
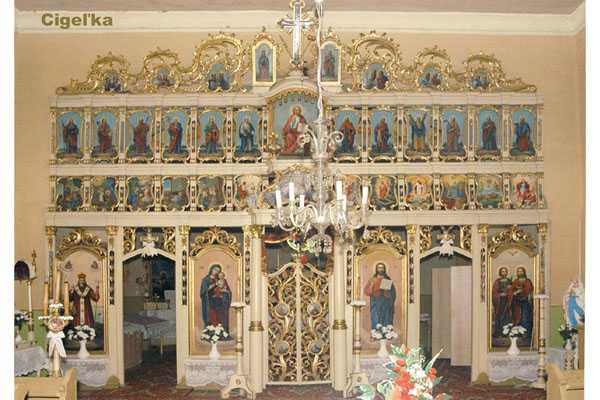
Ikonostase im Tempel der Heiligen Cosmas und Damian
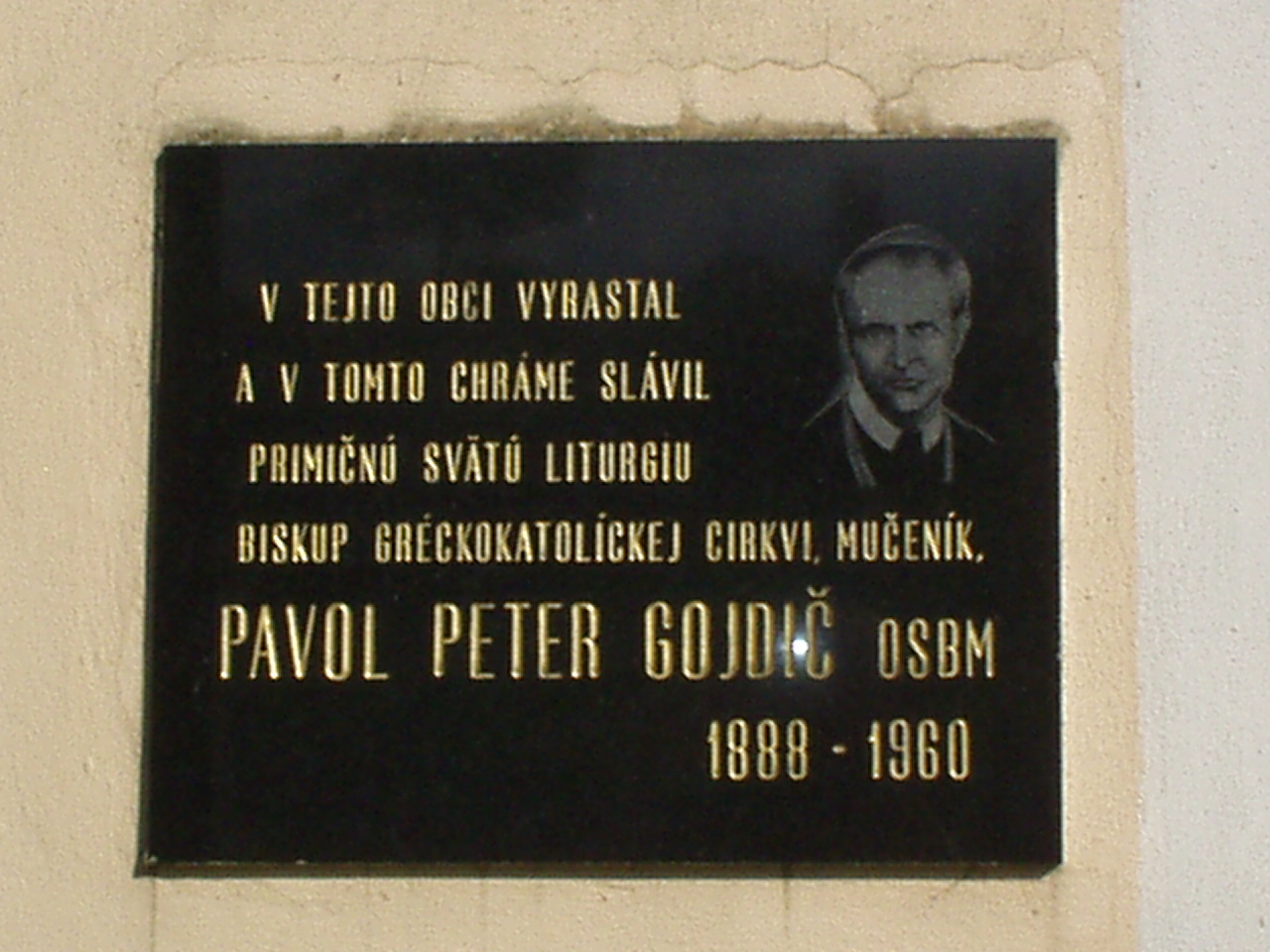
Gedenktafel an Bischof Pavol Peter Gojdič an der Wand des Tempels